# Xiphophorus meyeri
Xiphophorus meyeri е вид лъчеперка от семейство Poeciliidae. Видът е застрашен от изчезване.

## Разпространение
Разпространен е в Мексико.

## Описание
На дължина достигат до 4 cm.